# Jörg Wontorra

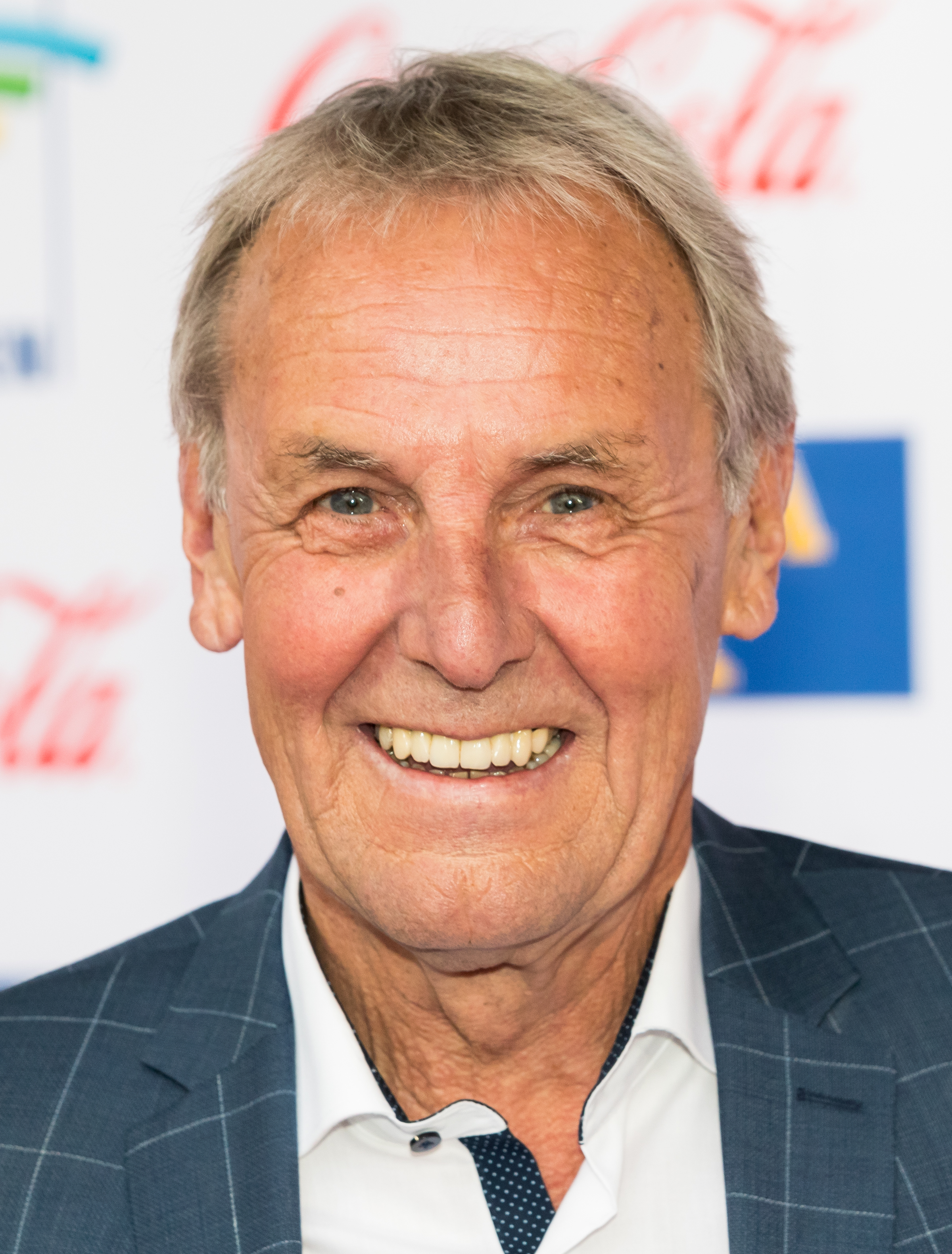
Jörg Wontorra beim Radio Regenbogen Award 2019

Jörg Peter Wontorra (* 29. November 1948 in Lübeck) ist ein deutscher Fernsehmoderator und Fernsehproduzent.

## Moderator im Fernsehen
Jörg Wontorra wurde 1948 in Lübeck geboren. Seine Eltern stammen aus Ostpreußen. Nach dem Abitur am Lübecker Johanneum und einem Studium der Rechtswissenschaft, das er mit dem 1. Examen abschloss, begann Wontorra ein Volontariat und anschließend seine Laufbahn als Sportjournalist beim NDR. Er war acht Jahre für den NDR in Hamburg tätig. Von 1982 bis 1992 war er Sportchef von Radio Bremen, von 1984 bis 1992 Moderator der ARD-Sportschau. Wegen eines 1987 gesendeten kritischen Berichts über Werder Bremen, in dem Wontorra nach einer Europapokalniederlage der Mannschaft unter anderem von „Betrug am Zuschauer“ und vom „Spottverein Werder“ sprach, lehnten die gesamte Mannschaft sowie Trainer Otto Rehhagel und Manager Willi Lemke monatelang Radio Bremens Gesprächsanfragen ab. Werder verlangte eine öffentliche Entschuldigung Wontorras. Der Präsident des Bremer Landessportbunds schaltete sich als Schlichter in den Streit ein. Auch später blieb das Verhältnis zwischen Wontorra und Werder wegen dessen kritischer Berichterstattung angespannt, weshalb Bremer Spieler Anfragen seines Senders ausschlugen. Wontorra war zeitweise Trainer der Handball-Frauen des SV Werder Bremen, ehe er aus dem Verein austrat. 1992 wechselte er zu Sat.1, wo er neben der Fußballsendung ran – Sat.1 Bundesliga unter anderem auch die Sendung Bitte melde dich! moderierte, in der vermisste Personen gesucht wurden. Ein anderes Format war Erben gesucht, von dem dreizehn Folgen produziert wurden.
Von 1996 bis 1997 war Wontorra Gastgeber der DSF-Sendung Victor. Von 2003 bis 2006 war er für Sat.1 als Kommentator der Champions League im Einsatz.
Vom 7. März 2004 bis Mai 2015 moderierte er die Sport1-Fußball-Talkshow Doppelpass als Nachfolger von Rudolph Brückner. In dieser Funktion warf er Rudi Assauer mit verbalen Andeutungen am 18. September 2005 Alkoholismus vor. Wontorra erklärte im Zusammenhang mit einer in der Sendung eingespielten Stellungnahme Assauers: „Wenn man da so ein bisschen auf den Zungenschlag hört, die Bild würde da sehr doppeldeutig titeln: ‚Assauer voll dabei.‘ Das ist vielleicht auch noch ein ganz kleines Problem, das man besprechen sollte.“ Das DSF entschuldigte sich umgehend schriftlich bei Assauer und mahnte Wontorra ab.
Von August 2017 bis Mai 2019 moderierte er Wontorra – der Fußball-Talk auf Sky Sport News HD.

## Privates
Wontorras erste Ehe (Claudia) hielt von 1976 bis 1986, die zweite (Ariane) von 1988 bis 2003, die Trennung von seiner dritten Frau Heike Hinzkowski (Heirat 2012 Scheidung 2023) erfolgte 2016. Der zweiten Ehe entstammen die Fernsehmoderatorin Laura Wontorra sowie Marcel Wontorra, der als COO für den Sport-Streamingdienst Dyn Media tätig ist.

## Produzent
1992 stieg Wontorra in Frank Elstners Produktionsfirma Elstnertainment in Luxemburg ein und sammelte so erste Erfahrungen als Produzent. Seit 2005 besitzt er eine Firma, die Kurse und Seminare für Manager anbietet.

## Tätigkeit bei Werder Bremen
Von 1999 bis 2003 saß Wontorra im Aufsichtsrat des Bundesligisten Werder Bremen. Nachdem der zuständige Wahlausschuss ihn bei der Neuwahl des Aufsichtsrats nur noch als Ersatzmitglied nominiert hatte, zog Wontorra seine Kandidatur zurück.
Während seiner Zeit bei Werder Bremen betreute der ehemalige Handballer eine Zeit lang das 2. Handball-Frauenteam.
Im April 2012 geriet Wontorra dann erneut in Zusammenhang mit Werder in die Schlagzeilen, nachdem er den Verein öffentlich kritisiert hatte.

## Soziales Engagement
Im Jahr 2003 gründete Wontorra die gemeinnützige Hansestiftung. Sie unterstützt in den Hansestädten Bremen, Hamburg und Lübeck Projekte mit den drei Schwerpunkten Bildung, Erziehung und Jugendhilfe. Sie will über die Förderung von schulischen und außerschulischen Maßnahmen für Kinder und Jugendliche Alternativen zur passiven Mediengesellschaft bieten und Kreativität, Teamgeist und Engagement fördern.

## Publikationen
- Bitte melde Dich. Auf der Suche nach Vermißten, S-und-L-MedienContor, Hamburg 1996
- Halbzeit mit Helden. Geschichten, die der Fußball schreibt, Econ, Düsseldorf 1997, zuletzt Econ-und-List-Taschenbuch-Verlag, München 1999

## Auszeichnungen
- 1988: Goldene Kamera
- 1989: Silberne Kugel IOC
- 2010: Bayerischer Fernsehpreis